# 咖啡滤纸

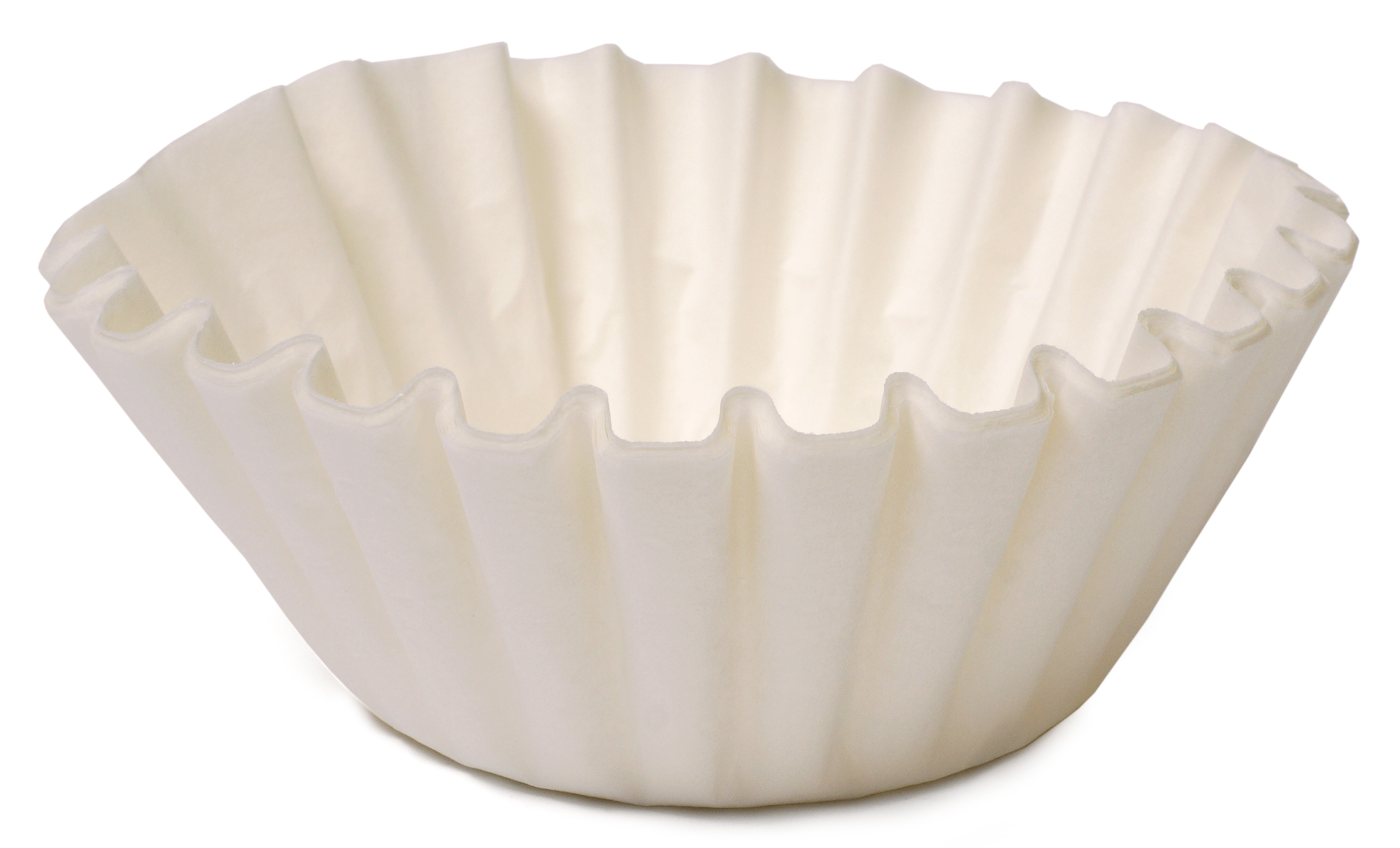
常见以漂白纸做的咖啡滤纸

咖啡滤纸是一种一次性过滤液体的厨房用滤纸。一般用来过滤咖啡。通过过滤掉研磨咖啡中的颗粒，得到纯净的咖啡溶液。特殊的咖啡，例如印度咖啡，会用到不锈钢制的过滤网。另外也有使用法蘭絨濾布過濾的咖啡。
咖啡滤纸能够滤去咖啡中例如萜烯之类的油性成分。有些還能滤去造成心脏病有害物质。而金属的过滤网则没有这些功能，所濾出來的咖啡口感與濾紙過濾的有所不同。

## 历史

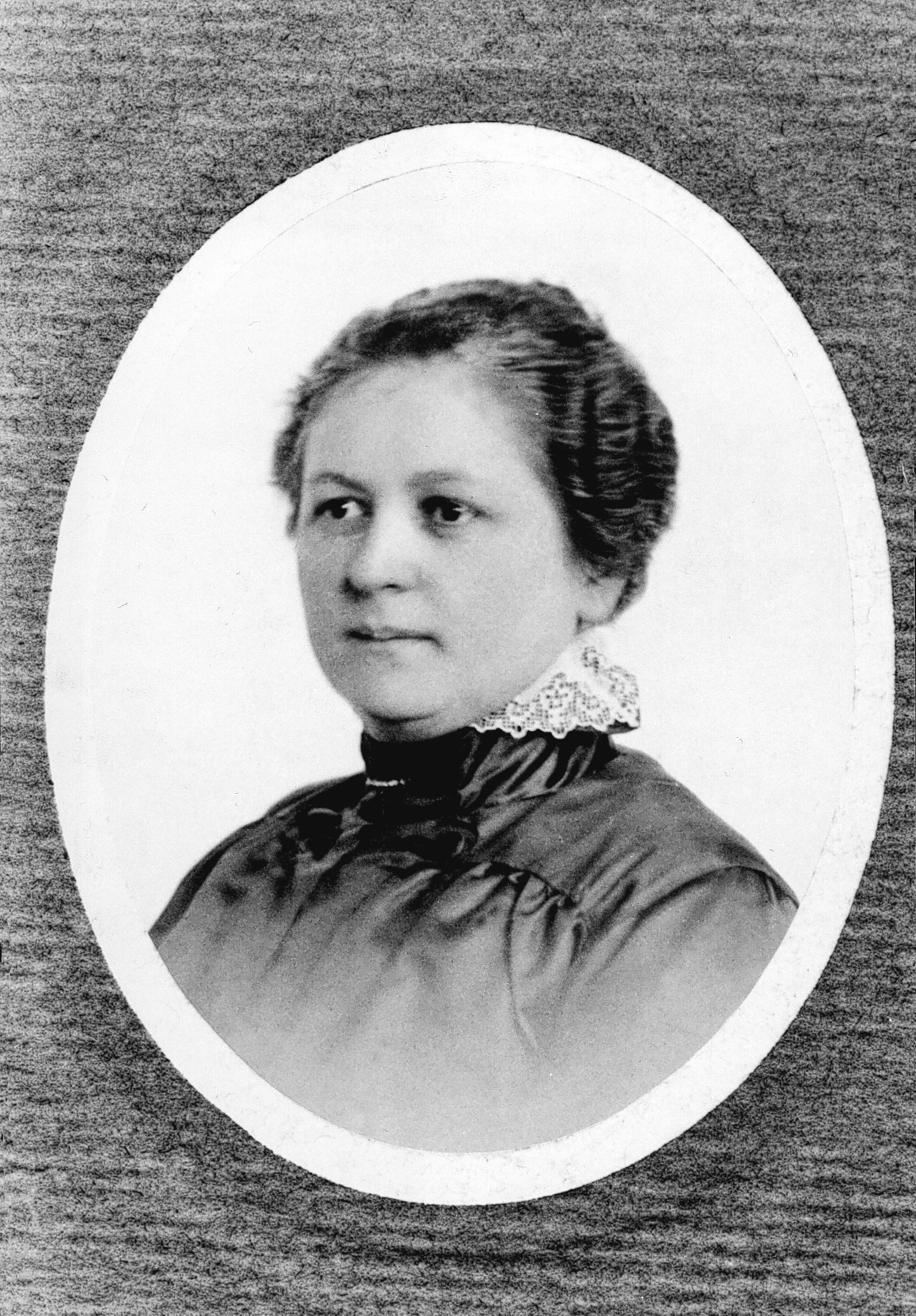
梅利达本茨（Melitta Bentz）

1908年7月8日，德國一名叫梅利达·本茨（Melitta Bentz）的家庭妇女发明了第一张咖啡滤纸。她一直试图寻找一种过滤咖啡的方法，直至她使用了她儿子包午餐用的吸墨纸。后来，她为自己的发现申请了专利并开设了一家公司，聘用自己的丈夫和儿子作为第一批雇员。

## 滤纸

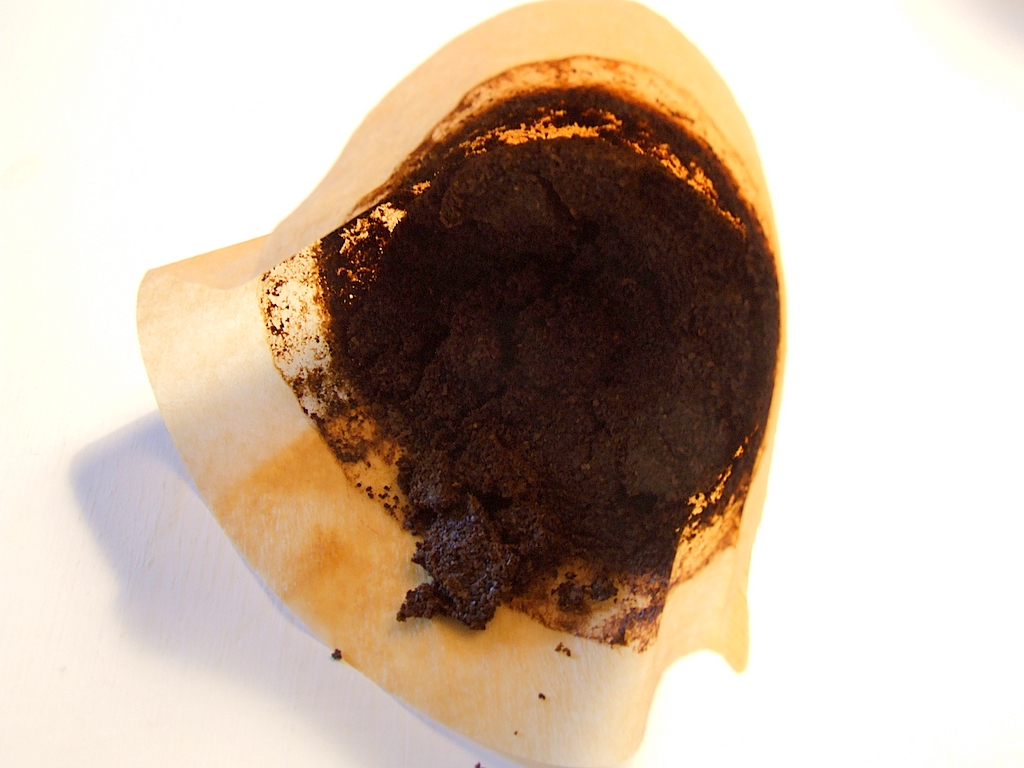
使用过的咖啡滤纸

咖啡滤纸一般采用密度为每平方米100克的皱纹纸。能让咖啡顺利通过而留下大颗的咖啡残渣。
厂家通常会在咖啡滤纸中掺入直径20微米的棉質纖維，来保证只有小于直径10-15微米的颗粒才能通过。
为了保证过滤的效果，通常滤纸的形状会贴合容器的形状。常用的濾紙形狀為：
- 圓錐形
- 扇形（梯形）
- 圓形（丸形）
- 波浪形